# Бертони, Даниэль
Даниэ́ль Берто́ни (исп. Daniel Bertoni; 14 марта 1955, Баия-Бланка) — аргентинский футболист, выступавший на позиции правого вингера.

## Биография
За сборную Аргентины выступал с 1974 по 1982 год, за это время Бертони провёл 31 матч, забил 12 голов. Участник чемпионатов мира 1978 и 1982 годов. В финале чемпионата мира 1978 забил третий гол в ворота сборной Нидерландов. На клубном уровне выступал в чемпионатах Аргентины, Испании и Италии.

## Достижения
- Чемпион Аргентины (2): 1977 (Насьональ), 1978 (Н)
- Обладатель Кубка Либертадорес (3): 1973, 1974, 1975
- Обладатель Межконтинентального кубка (1): 1973
- Чемпион мира (1): 1978